# Železno, Trebnje
Železno je naselje v občini Trebnje.
Železno je razpotegnjeno naselje severozahodno od Dobrniča, ki ga visoke poplavne vode ne dosežejo. Hiše so razporejene ob cesti Dobrnič – Trebnje, k naselju spada tudi zaselek Ravne. Kraj je ime dobil po nekdanji kovačiji, po starem ustnem izročilu pa naj bi južno od vasice nekdaj stala graščina Kulklek, o kateri pa danes ni sledov. Med roško ofenzivo leta 1942 so Italijani požgali nekaj hiš.